# МБА-МАИ (2023)
МБА-МАИ — российский баскетбольный клуб из Москвы, является фарм-клубом команды Единой лиги ВТБ МБА.

## История
1 августа 2023 года ПБК МБА объявил, что в структуре клуба появится команда Суперлиги. Главным тренером команды назначен Михаил Карпенко, а его ассистентами стали Михаил Алексеевич Карпенко и Владислав Юрьевич Мельников, тренер по ОФП Валерий Владимирович Кудряшов и врач Андрей Евгеньевич Быков.
В рамках открытия «Университетской смены» в Московском авиационном институте руководство ПБК МБА и МАИ провели встречу с заместителем Министра науки и высшего образования РФ Ольгой Викторовной Петровой, курирующей вопросы развития студенческого спорта. На этой встрече О.В. Петровой была представлена информация о развитии сотрудничества между ПБК МБА и МАИ, в том числе о результатах Первенства России по баскетболу 3×3, планах на ближайший сезон, а также о проекте по масштабированию эффективного сотрудничества на другие вузы страны. Также была презентована новая ступень сотрудничества МБА и МАИ. В новом сезоне Суперлиги фарм-клуб МБА будет выступать под названием МБА-МАИ.

## Результаты выступлений
| Сезон     | Суперлига | Кубок России |
| --------- | --------- | ------------ |
| 2023/2024 | 11 место  | —            |

## Главные тренеры
- 2023—2024 —  Михаил Карпенко